# モニターオーディオ

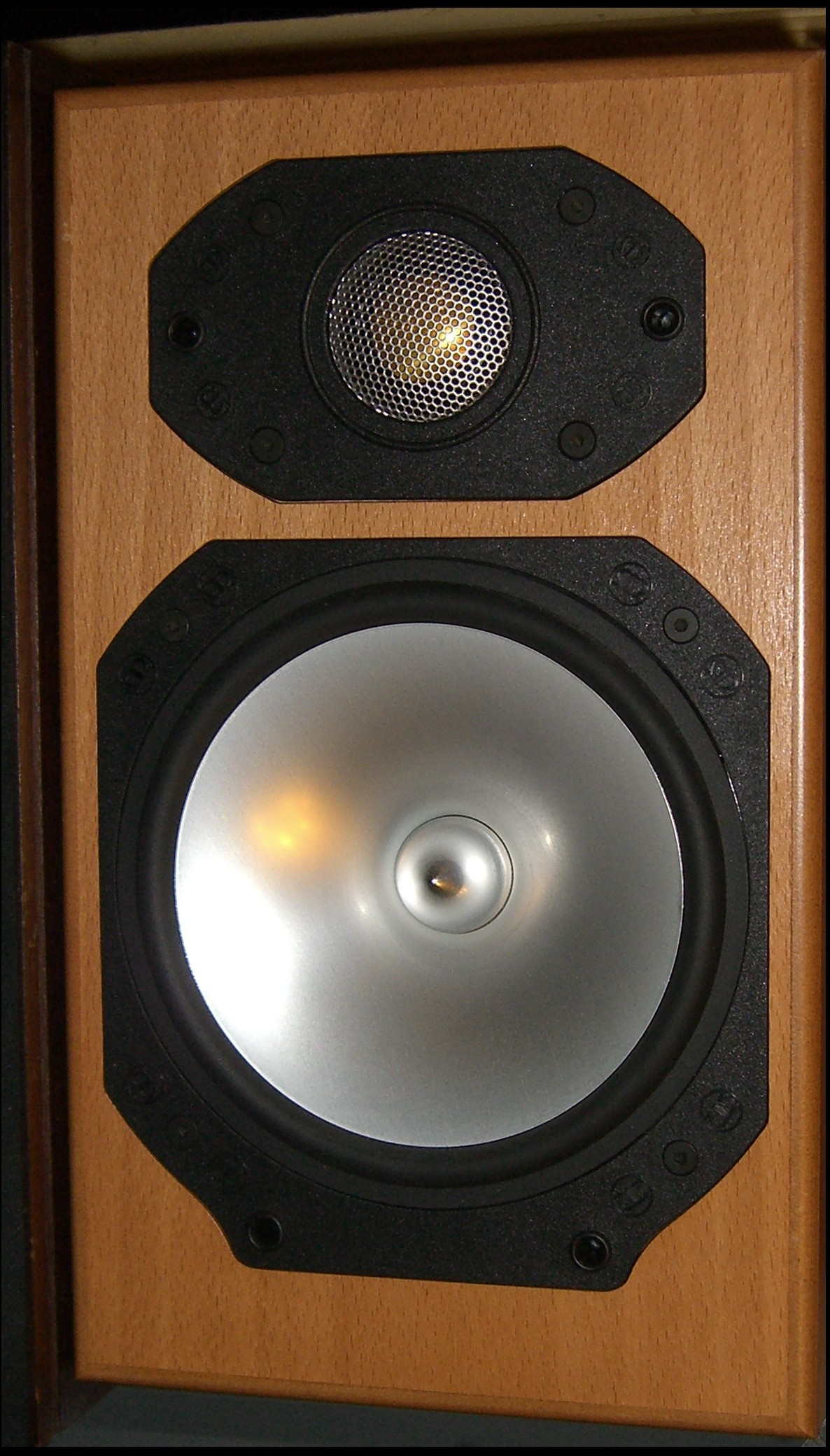
モニターオーディオ S1スピーカー

モニターオーディオ (MONITOR AUDIO Limited.) は、イギリスに本拠をおくオーディオ機器製造企業である。1972年創業。主にハイファイスピーカーを開発製造している。